# Premi Osella pel millor guió
El Premi Osella pel millor guió (en italià: Premio Osella per la migliore sceneggiatura) és un guardó que s'entrega anualment al Festival Internacional de Cinema de Venècia des de 2005.
Forma part dels Premis Osella, un conjunt de distincions que premien a diverses disciplines cinematogràfiques com per exemple el millor muntatge, el millor guió o altres contribucions tècniques. Els premis es caracteritzen per la seva irregularitat en la seva entrega.

## Palmarès

### Dècada de 2000
| Any  | Guionista      | Pel·lícula           |
| ---- | -------------- | -------------------- |
| 2005 | George Clooney | Bona nit i bona sort |
| 2005 | Grant Heslov   | Bona nit i bona sort |
| 2006 | Peter Morgan   | La reina             |
| 2007 | Paul Laverty   | It's a Free World... |
| 2008 | Haile Gerima   | Teza                 |
| 2009 | Todd Solondz   | Life During Wartime  |

### Dècada de 2010
| Any  | Guionista          | Pel·lícula                |
| ---- | ------------------ | ------------------------- |
| 2010 | Álex de la Iglesia | Balada triste de trompeta |
| 2011 | Efthymis Filippou  | Alpis                     |
| 2011 | Yorgos Lanthimos   | Alpis                     |
| 2012 | Olivier Assayas    | Après mai                 |
| 2013 | Steve Coogan       | Philomena                 |
| 2013 | Jeff Pope          | Philomena                 |